# Sojuz TMA-13
La Sojuz TMA-13 è stata una missione con equipaggio diretta verso la Stazione spaziale internazionale. Ha portato in orbita l'equipaggio Expedition 18. La navetta è stata lanciata il 12 ottobre 2008 alle 07:01 ed è atterrata alle 7:16 UTC dell'8 aprile 2009.

## Equipaggio Expedition 18
| Ruolo                | Equipaggio al lancio                               | Equipaggio all'atterraggio                         |
| -------------------- | -------------------------------------------------- | -------------------------------------------------- |
| Comandante           | Jurij Lončakov, Roscosmos Expedition 18 Terzo volo | Jurij Lončakov, Roscosmos Expedition 18 Terzo volo |
| Ingegnere di volo 1  | Michael Fincke, NASA Expedition 18 Secondo volo    | Michael Fincke, NASA Expedition 18 Secondo volo    |
| Partecipante al volo | Richard Garriott, SA Turista Primo volo            | Charles Simonyi, SA Turista Secondo volo           |

### Equipaggio di riserva
| Ruolo                | Equipaggio                  | Equipaggio                  |
| -------------------- | --------------------------- | --------------------------- |
| Comandante           | Gennadij Padalka, Roscosmos | Gennadij Padalka, Roscosmos |
| Ingegnere di volo 1  | Michael Barratt, NASA       | Michael Barratt, NASA       |
| Partecipante al volo | Nikos Halik, SA             | Nikos Halik, SA             |